# Tetracnemus hispanicus
Tetracnemus hispanicus är en stekelart som först beskrevs av Mercet 1921.  Tetracnemus hispanicus ingår i släktet Tetracnemus och familjen sköldlussteklar. Inga underarter finns listade i Catalogue of Life.